# Same Heart
«Same Heart» (с англ. — «То же сердце») — песня в исполнении израильской певицы Мей Файнгольд, с которой она представила Израиль на конкурсе песни «Евровидение-2014».
Песня была выбрана 5 марта 2014 года путём внутреннего отбора, что позволило израильской певице представить свою страну на международном конкурсе песни «Евровидение-2014», который прошёл в Копенгагене, Дания.